# Anthanassa sydra
Anthanassa sydra är en fjärilsart som beskrevs av Tryon Reakirt 1866. Anthanassa sydra ingår i släktet Anthanassa och familjen praktfjärilar. Inga underarter finns listade i Catalogue of Life.